# 오늘 M
《오늘 M》은 대전MBC TV에서 매주 수요일부터 목요일 오후 6시 5분에 방송 중인 대전 세종 충남 지역 저녁 교양 정보 프로그램이다.

## 프로그램 소개
오늘을 구독합니다! Today's Magazine '오늘 M' 대전 세종 충남 지역 볼거리, 먹거리, 평범한 이웃들의 살아가는 이야기, 돈이 되는 정보, 문화가 소식 등 지역 소식을 전하는 생활 정보 프로그램

## MC
| 진행자 | 진행자 | 진행 기간                          | 비고  |
| 남성   | 여성   | 진행 기간                          | 비고  |
| ------ | ------ | ---------------------------------- | ----- |
| 남유식 | 유지은 | 2021년 2월 2일 ~ 2021년 9월 16일   | [ 1 ] |
| 남유식 | 정윤희 | 2021년 9월 23일 ~ 2022년 3월 8일   |       |
| 남유식 | 이윤주 | 2022년 3월 10일 ~ 2023년 6월 8일   | [ 2 ] |
| 임세혁 | 이윤주 | 2023년 6월 13일 ~ 2024년 5월 16일  | [ 3 ] |
| 남유식 | 이윤주 | 2024년 5월 22일 ~ 2024년 12월 19일 | [ 4 ] |
| 남유식 | 유지은 | 2025년 1월 2일 ~ 현재              | [ 5 ] |

## 경쟁 프로그램
- TJB 생방송 투데이 (TJB TV)